# Marvel Super Heroes (RPG)
Marvel Super Heroes (MSH), também conhecido como FASERIP system é um sistema de RPG publicado em 1984 pela TSR, Inc. sob licença da Marvel Comics.
O jogo teve sua primeira versão publicada em 1984 numa caixa chamada Basic Set (Módulo Básico). Esta primeira edição não tinha regras de criação de personagens (super-heróis), pois pressupunha-se que os jogadores seriam os próprios heróis da Marvel (Capitão América, Homem-Aranha, Hulk etc). O jogo fez sucesso, e o módulo básico não bastou. Lançaram então a primeira edição do Advanced Set (Módulo Avançado) em 1986, com regras de criação de personagem e algumas outras regras com maior complexidade.
O jogo continuou agradando por anos, sendo continuamente publicado. Em 1991 a TSR lança uma versão revisada do módulo Basic, e em 1992 a versão revisada do Advanced. A nova versão do módulo básico já incluía as regras de criação de personagens, e a nova versão do módulo avançado continuou essencialmente a mesma, alterando apenas ligeiramente alguns detalhes gráficos (o logo da TSR mudou).
Seu sistema foi projetado para ser simples e acessível, o que contribuiu para sua popularidade. Em 1986, foi publicada uma edição expandida, chamada Marvel Super Heroes Advanced Game.
O sistema usa dados percentuais (d100) e uma Tabela Universal de Resultados para resolver ações. Cada personagem possui sete atributos básicos, conhecidos pela sigla FASERIP:
- Fighting (Combate): probabilidade de acerto e defesa em ataques corpo a corpo;
- Agility (Agilidade): acertos à distância, acrobacias e manobras;
- Strength (Força): dano físico e capacidade de levantar/quebrar objetos;
- Endurance (Resistência): resistência a venenos, doenças e fadiga;
- Reason (Raciocínio): tarefas de lógica, ciência e tecnologia;
- Intuition (Intuição): percepção, instinto e reações rápidas;
- Psyche (Força de Vontade): resistência mental, poderes psíquicos e magia.

Os atributos são representados por escalas qualitativas (como Typical, Incredible, Amazing) que refletem suas chances de sucesso. Além disso, personagens possuem superpoderes com regras específicas, baseadas em sua origem, que determina os limites de suas habilidades. As origens incluem humanos alterados (como o Homem-Aranha), usuários de tecnologia (como o Homem de Ferro), mutantes, robôs, alienígenas e entidades extradimensionais.
O sistema também conta com Talents (Talentos), que representam perícias como Arquearia ou Medicina, oferecendo bônus de um nível em tarefas relacionadas. A mecânica central gira em torno de mudanças de coluna (penalidades ou bônus) e cores de resultado (branco, verde, amarelo e vermelho), que determinam o sucesso e a intensidade das ações. A cor branca é sempre falha; verde indica sucesso básico; amarelo e vermelho representam efeitos superiores, como atordoar ou derrubar inimigos.
MSH recebeu grande apoio da TSR, com suplementos sobre heróis e locais da Marvel, incluindo o Gamer's Handbook of the Marvel Universe e a coluna “The Marvel-phile” na revista Dragon, que apresentava personagens ainda não lançados oficialmente no jogo. O sistema teve destaque ao lado de outros RPGs de super-heróis dos anos 1980, como Champions e Villains and Vigilantes, sendo o primeiro com licença oficial da Marvel.
O sistema Marvel Super Heroes serviu de base para o 4C System (Four Color System), criado por Phil Reed e lançado em 2007. Esse retroclone, ou seja, um jogo que utiliza regras inspiradas e adaptadas de um sistema clássico, mantendo sua essência mas com atualizações e maior flexibilidade, reimagina o MSHRPG com regras abertas e atualizadas, mantendo a essência do jogo original, mas adaptando-o para um público moderno e flexível.

## Outros RPGs da Marvel
Antes de devolver a licença para a  Marvel Comics, TSR publicou um jogo diferente usando seu sistema SAGA, chamado Marvel Super Heroes Adventure Game . Esta versão, escrita por Mike Selinker, foi publicada no final de 1990 como uma versão baseada em cartas do RPG da Marvel (apesar de haver um método de conversão de personagens do formato anterior do Sistema SAGA ter sido foi incluído nas regras do livro básico). Embora elogiado pela crítica na época, não chegou a fazer sucesso e desde então desapareceu na obscuridade.
Em 2003, após a licença de jogo ter sido revertida para a Marvel Comics, ela resolveu lançar um jogo de conta própria, o Marvel Universe Roleplaying Game. Esta edição usa a mecânica que são totalmente diferentes de quaisquer versões anteriores, utilizando uma mecânica de jogo sem dados que incorporou um sistema de resolução baseados em carma de "pedras" (ou tokens) para representar o esforço personagem. Desde a sua publicação inicial,  alguns suplementos adicionais foram publicados pela Marvel Comics. No entanto, a Marvel parou de dar suporte ao jogo um pouco mais de um ano após seu lançamento, apesar de passar por várias reimpressões do livro de regras.
Em agosto de 2011, Margaret Weis Productions adquiriu a licença para publicar RPG baseado em super-heróis da Marvel, o primeiro livro em sua série, intitulado  Marvel Heroic Roleplaying Basic Game, foi lançado em 28 de fevereiro de 2012. Margaret Weis Productions, no entanto, descobriu que, embora o jogo tenha sido aclamado pela crítica, ganhando dois Origins Awards,  Marvel Heroic Roleplaying: Civil War não teve a vendagem necessária para sustentar o resto da linha", o jogo foi cancelado no final de abril de 2013.